# Liste der denkmalgeschützten Objekte in Hallein-Oberalm II
Die Liste der denkmalgeschützten Objekte in Hallein-Oberalm II enthält das eine denkmalgeschützte, unbewegliche Objekt der Katastralgemeinde Oberalm II der Stadt Hallein im salzburgischen Bezirk Hallein.

## Denkmäler
| Foto |                 | Denkmal                                         | Standort                                 | Beschreibung                         | Metadaten |
| ---- | --------------- | ----------------------------------------------- | ---------------------------------------- | ------------------------------------ | --- |
| ja   | Datei hochladen | Schloss Wiespach HERIS-ID: 8883 Objekt-ID: 4846 | Wiespachstraße 7 Standort KG: Oberalm II | → Hauptartikel : Schloss Wiespach f1 | BDA-Hist.: Q2244150 Status: § 2a Stand der BDA-Liste: 2025-06-30 Name: Schloss Wiespach GstNr.: 435/2 Schloss Wiespach, Hallein |